# Paulo Marcos Almada de Abreu
Paulo Almada político brasileiro do estado de Minas Gerais.  deputado estadual de Minas Gerais durante a 10ª legislatura (1983 - 1987), pelo PMDB. Também Deputado Federal Constituinte, 1988 a 1991, titular da comissão dos direitos humanos e defensor do estado de governo Parlamentarista, apresentou leis para a carta constitucional garantindo os direitos individuais e a liberdade de culto. 

Empresário na área de combustíveis e investimentos, membro efetivo da comissão internacional das igrejas Batista.